# Sint Maarten (Noord-Holland)
Sint Maarten ist ein niederländisches Dorf in der Gemeinde Schagen, Provinz Nordholland. Sint Maarten war bis 1990 eine selbstständige Gemeinde. Im Zeitraum von 1990 bis einschließlich 2012 war es Teil der Gemeinde Harenkarspel. Der Ort zählt derzeit etwa 1.845 Einwohner. Der Dorfsname wird häufig als St. Maarten abgekürzt.

## Geschichte
Der Name Sint Maarten geht auf eine Martin von Tours, im Niederländischen Maarten van Tours genannt, geweihte Kirche zurück. Die Kirche wurde in einem relativ dünn besiedelten Gebiet erbaut.
Die Bewohner von Sint Maarten waren ursprünglich Fischer, auch „Blaubauern“ (niederl. blauwboeren) genannt. Der Name Sint Maarten taucht das erste Mal etwa im Jahre 1250 auf. Zu dieser Zeit lag das Dorf am Meer. Dies war bis zur Trockenlegung der Zijpe im 16. Jahrhundert der Fall.
Entlang der Deiche in der Umgebung von Sint Maarten sind im Laufe der Zeit durch Deichdurchbrüche diverse kleine Seen entstanden. Wo Löcher in die Deiche geschlagen wurden, bildeten die Wassermassen tiefe Seen. Diese sogenannten „Wiele“ waren zu tief, um problemlos wieder trockengelegt zu werden. Nach einem Deichdurchbruch wurde darum jedes Mal ein neues Stück Deich rund um die entstandenen Seen herum angelegt.
Von der Bevölkerung von Sint Maarten ist bekannt, dass sie im 16. Jahrhundert die Befestigungsbauwerke der Stadt Alkmaar errichteten, die zur Verteidigung gegen die spanischen Truppen im Achtzigjährigen Krieg benötigt wurden. Alkmaar kontrollierte das Gebiet um Sint Maarten während dieser Zeit. Die Bewohner waren der Stadt gegenüber steuerpflichtig.
In der Zeit der französischen Besatzung wurde die Kirche des Ortes während einer Schlacht zwischen französischen und russischen Truppen im Jahr 1799 zerstört. Sie wurde nach dem Krieg jedoch wieder aufgebaut.
Die Gemeinde Sint Maarten bestand neben dem Hauptort aus den folgenden Orten:
- ’t Rijpje
- Dijkstaal
- Eenigenburg (mit dem Ortsteil Surmerhuizen)
- Groenveld
- Grootven
- Stroet
- Valkkoog

## Sport und Erholung
Im Dorf befindet sich das Dorfhaus De Klimop.
Im Sportkomplex Bij ’t Hoog ist der Sportverein Sint Boys D.E.S beheimatet. An Aktivitäten werden unter anderem Fußball, Hallenfußball und Handball angeboten.

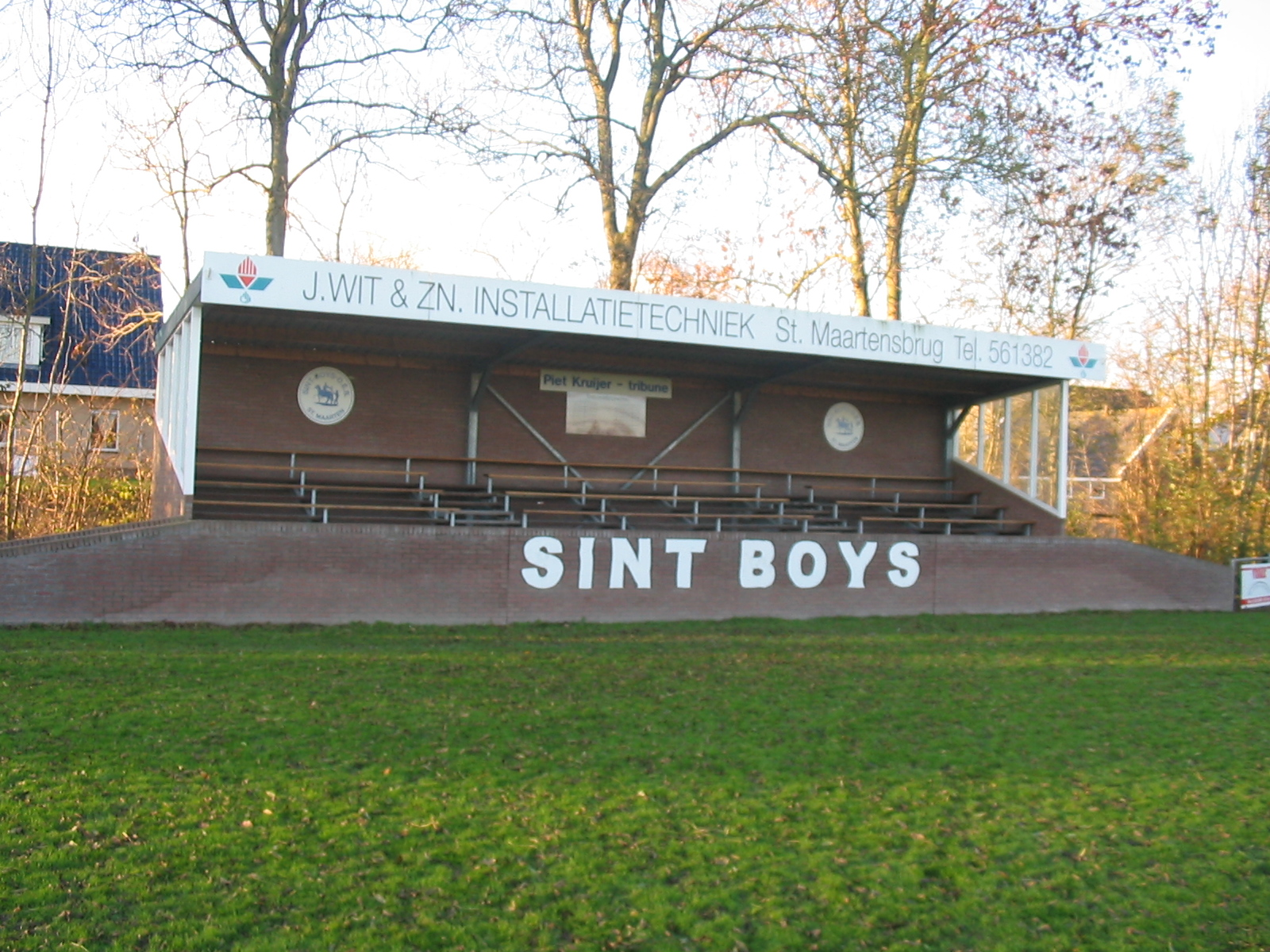
Stadion der Sint Boys D.E.S

Am Rande des Dorfes sind diverse Wasserflächen gelegen. Im Osten von Sint Maarten liegt zwischen Valkkoog und Schagen der See Schager Wiel mit einem Schwimmstrand und Wanderwegen.

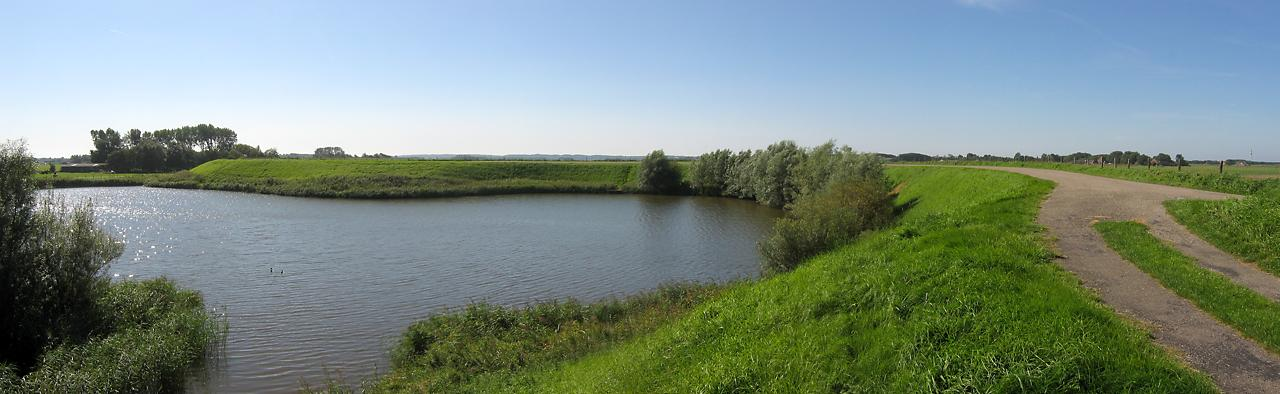
Schager Wiel

Außerhalb des Dorfes liegt der Camping- und Bungalowpark De Wielen.